# Staniša Nikolić
Staniša Nikolić (Tuzla, 28 novembre 1980) è un ex calciatore bosniaco, di ruolo difensore.

## Carriera

### Club
Nikolić è cresciuto nelle giovanili dello Sloboda Tuzla, compagine per cui ha debuttato nella Premijer Liga. Successivamente, è passato ai croati dell'Osijek. Tornato allo Sloboda Tuzla, vi è rimasto fino al 2006, quando è stato ingaggiato dallo Zrinjski Mostar, con cui ha vinto il campionato 2008-2009.
Nel 2009 si è trasferito in Slovacchia, per militare nelle file del DAC Dunajská Streda. Ha esordito nella Superliga in data 11 luglio 2009, schierato titolare nella sconfitta per 2-0 sul campo del Košice. Il 27 marzo 2010 ha trovato la prima rete nella massima divisione locale, nel pareggio per 1-1 sul campo del Petržalka.
È successivamente tornato allo Sloboda Tuzla, per poi giocare nuovamente nel DAC Dunajská Streda. Nell'estate 2012 si è trasferito in Austria, per giocare nel First Vienna. Dall'estate 2015 ha giocato soltanto per la squadra riserve del club. A gennaio 2017 è passato al Wolkersdorf.
A luglio del 2017 si è trasferito al Mauerwerk, dando l'addio a calcio sei mesi più tardi.

### Nazionale
Nikolić ha giocato 2 partite per la Bosnia ed Erzegovina. È stato schierato titolare nella sconfitta per 2-0 contro il Giappone.

## Palmarès

### Club
- Campionato bosniaco: 1

Zrinjski Mostar: 2008-2009